# Portugal-Post
Die Portugal-Post ist eine Publikation der Portugiesisch-Hanseatischen Gesellschaft. Sie erscheint seit 1996 halbjährlich. Die Zeitschrift beschäftigt sich mit aktuellen wie auch historischen Themen, die eine Verbindung zu Portugal oder anderen lusofonen, portugiesischsprachigen Ländern haben. Beiträge portugiesischsprachiger Autoren werden zweisprachig gedruckt. Aktuelle oder historische Themen, wie Portugal maurisch, Lissabon, Quo vadis?, oder Eisenbahn in Portugal sind typische Themen einer Zeitschriftausgabe. In der Herbstedition gibt es zusätzlich eine Literaturbeilage, die sich mit empfohlener Literatur von portugiesischsprachigen Schriftstellern befasst.